# Syðradalur (Streymoy)
Syðradalur [ˈsiːɹaˌdɛalʊɹ] és un poble situat bora la costa oest de l'illa de Streymoy, a les illes Fèroe. Forma part del municipi de Tórshavn, capital de l'arxipèlag. L'1 de gener de 2021 tenia 10 habitants.
La localitat es troba enfront de l'oceà, en una vall envoltada de muntanyes que l'aïllen. El Tunguliðfjall, de 500 metres, és la muntanya més important de l'entorn i impossibilita qualsevol comunicació per terra cap al nord. Fins al 1982 no hi va arribar la carretera que la va comunicar amb Velbastaður i Tòrshavn. La població més propera és Norðradalur al nord de Syðradalur, però no hi ha cap via que les comuniqui. Tot i així està projectada la construcció del Syðradalstunnilin, un túnel que hauria de connectar les dues localitats.
Des de Syðradalur s'hi veuen les illes de Koltur i Vágar.
Syðradalur apareix a la documentació per primer cop el 1590. Entre 1930 i 1978 va formar part del municipi de l'Extraradi de Tórshavn. Aquell darrer any es va integrar al municipi d'Argir, i des del 1997 pertany al de Tòrshavn.